# Hemocele
Hemocele es el nombre que recibe el espacio abierto donde es impulsada la hemolinfa por uno o más corazones. Es propio de muchos invertebrados como los artrópodos y determinados casos de moluscos.

## Sistema circulatorio abierto
En los artrópodos, hay una cavidad interior con función de sistema circulatorio, del cual deriva el celoma, rellenado por un líquido circulatorio denominado hemolinfa. Al igual que el líquido en otros animales celomados, la hemolinfa baña directamente a los órganos internos que se encuentran en el celoma. No existe alguna diferencia entre la "sangre" y el líquido intersticial. Por este motivo, se denomina sistema circulatorio abierto o lagunar (ya que los conductos no aparecen o son escasos), a diferencia de un sistema cerrado, tal como el de los vertebrados, donde dichos conductos se ramifican y disminuyen de diámetro para conseguir la irrigación de los distintos órganos y tejidos. En la mayoría de los moluscos, a excepción de los cefalópodos, se produce una disposición similar.

## Mecanismo de circulación
Como se ha señalado, aparecen pocos conductos y una serie de cavidades cromáticas conectadas llamadas "senos". Suele haber un vaso principal longitudinal dorsal que tiene capacidad contráctil y actúa de corazón. La sangre entra al corazón desde el hidrocele por numerosos orificios denominados solsticios y, por contracción del mismo, la hemolinfa se dirige hacia los distintos senos del hidrocele. Si el corazón está en posición posterior (abdomen de insectos, opistosoma de cellisqueados o tronco de miriápodos), el corazón se continúa hacia adelante en un vaso de menor diámetro denominado aorta anterior, antes de llegar a los senos. Si su posición es más central, como en crustáceos, aparecen aortas anterior y posterior. Puede haber otras ramificaciones menores. La contracción muscular del animal también contribuye a la circulación de la hemolinfa. Una vez la hemolinfa ha recorrido los senos, vuelve al corazón. En algunos casos hay un vaso longitudinal ventral adicional, como en muchos crustáceos y miriápodos, que se conecta al corazón por un anillo que rodea el tubo digestivo.

## Funciones
El sistema circulatorio de los artrópodos no siempre tiene una función de transporte de gases, como ocurre en los vertebrados. En aquellos artrópodos que presentan sistema traqueal, la distribución de los gases no depende del sistema circulatorio. En cambio, en aquellos que presentan sistemas de respiración branquial o con pulmones en libro, esta función de distribución de gases sí descansa sobre el sistema circulatorio. Incluso, en estos grupos es donde suele estar más desarrollado el sistema de conductos. Entonces, el hemocele tiene otra serie de funciones similares al del celoma de otros invertebrados como es la distribución de alimento, la recogida de desechos nitrogenados, inmunidad celular, cicatrización, etc. En el caso de los insectos alados, adquiere una importante función para el vuelo. Contribuye a la extensión de las alas, tras la eclosión de la fase anterior no alada (ninfas o pupas, según sea el caso), junto al sistema traqueal. Se produce un aumento de presión en los senos torácicos y las alas se despliegan. Posteriormente, se retira la mayoría de la hemolinfa, disminuyendo el grosor de las alas y uniéndose las cutículas de las superficies dorsal y ventral.

## Relación de la hemolinfa con el hemocele
La hemolinfa es un líquido interno de los invertebrados, generalmente incoloro, que contiene sustancias nutrientes, aunque no oxígeno.
Además, se observan en artrópodos y moluscos zonas entre los tejidos donde se acumula el líquido, llamado hemolinfa. La relación fundamental es que el hemocele es el conjunto de zonas donde se extravasa la hemolinfa.